# Casa de Schwarzenberg

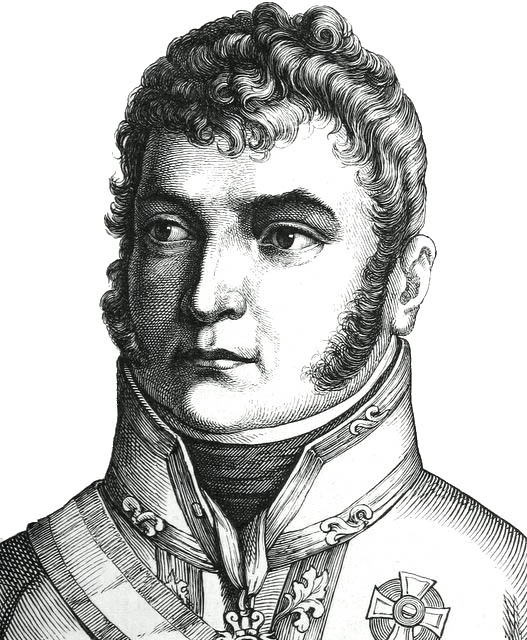
Karl Philipp zu Schwarzenberg

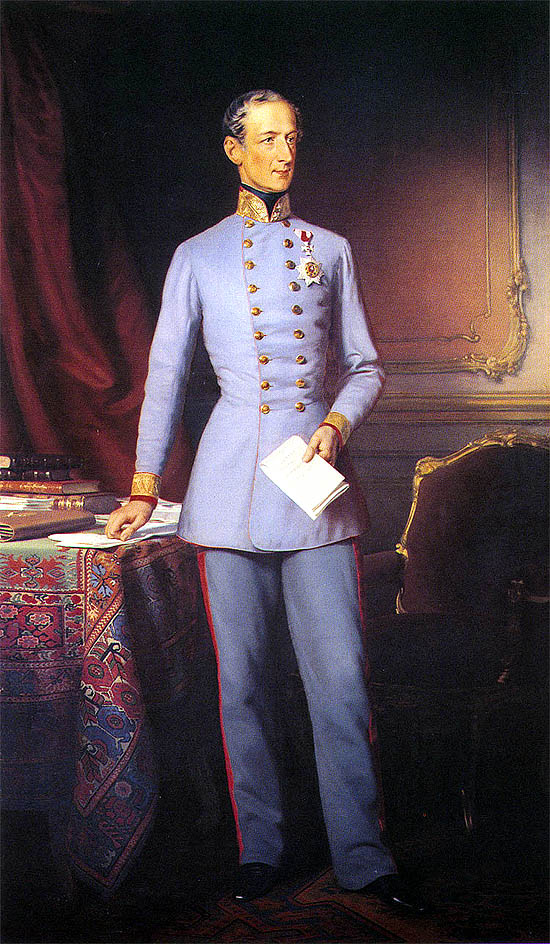
Felix zu Schwarzenberg

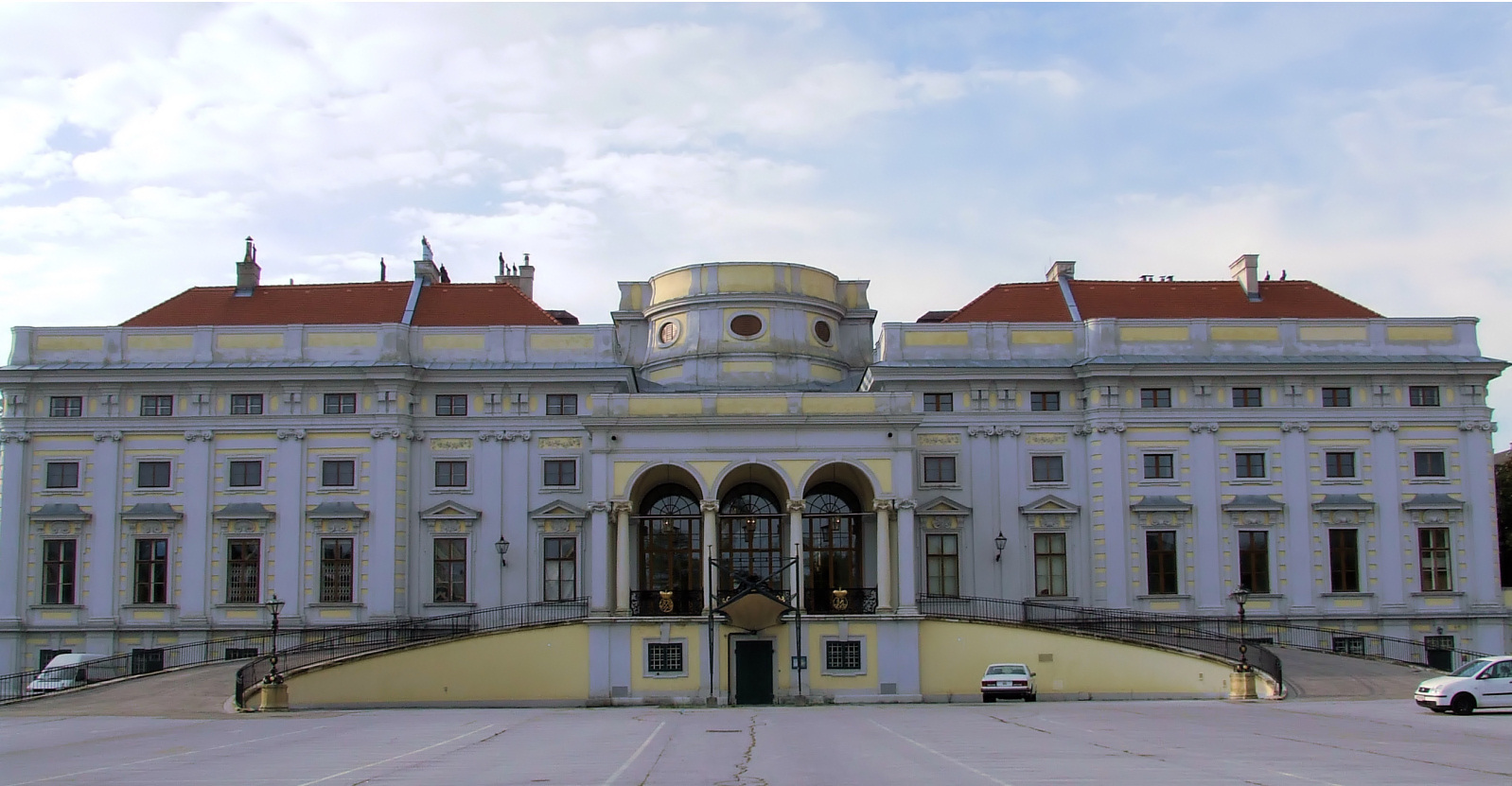
Palatul Schwarzenberg din Viena

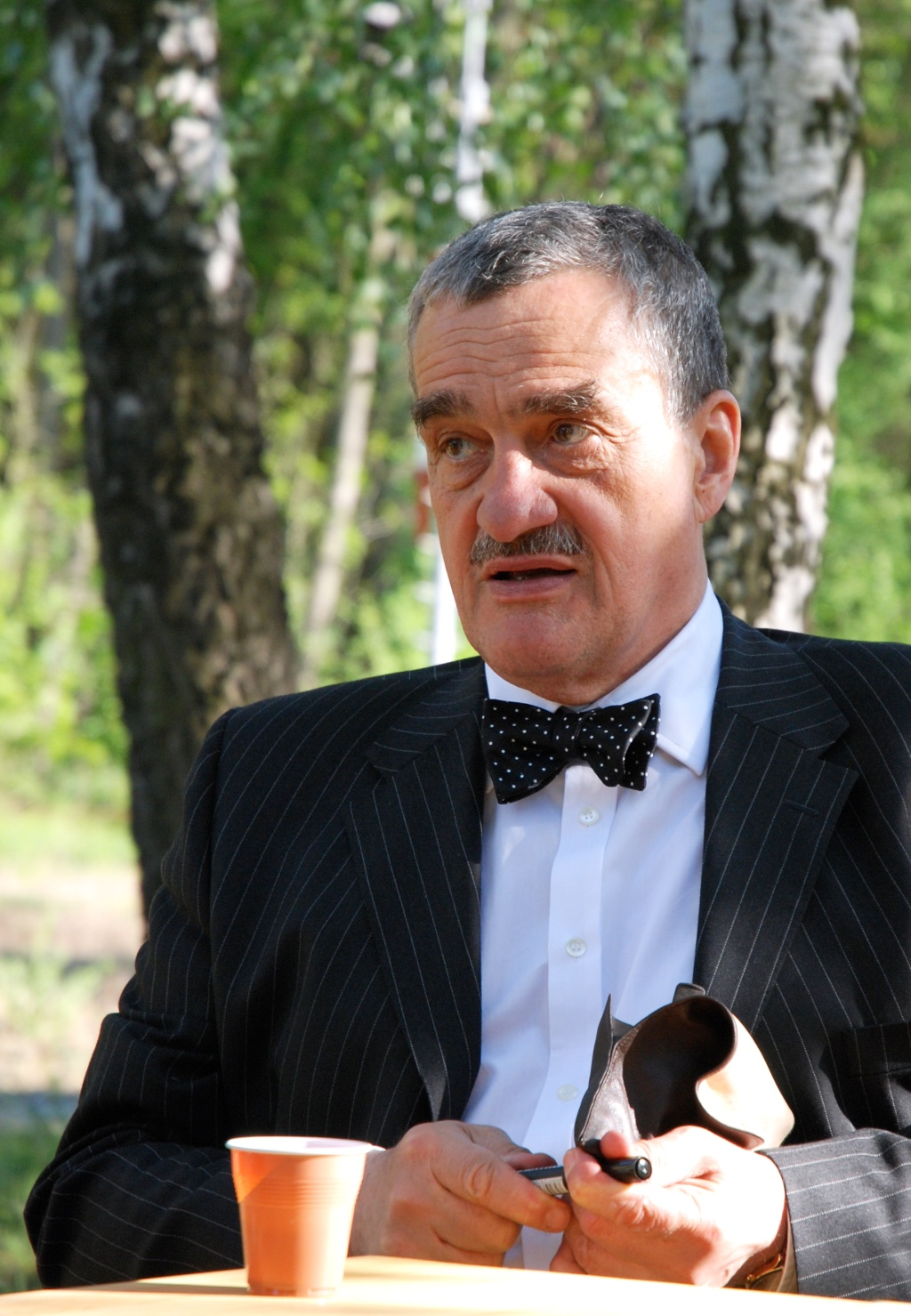
Karel Schwarzenberg, actualul șef al Casei de Schwarzenberg, sub numele de Karl al VII-lea

Casa de Schwarzenberg este o familie aristocrată din Boemia. Între personalitățile descendente din această familie se numără feldmareșalul Karl Philipp zu Schwarzenberg, primul ministru Felix zu Schwarzenberg, cardinalul Friedrich zu Schwarzenberg (1809-1885), respectiv Karel Schwarzenberg, ministru de externe al Cehiei între 2007-2009.

## Istoric
Familia este atestată din anul 1171. Din 1719 până în 1871 reședința principală a familiei a fost Castelul Krummau (azi Český Krumlov), când linia principală și-a mutat reședința la Castelul Frauenberg (azi Hluboká nad Vltavou) - confiscat de Gestapo în 1940 și apoi de comuniști în 1947. Reședința secundogeniturii a fost Castelul Altsattel (azi Orlík nad Vltavou), confiscat de asemenea, însă restituit familiei Schwarzenberg în 1992. 
Castelul Schwarzenberg din Scheinfeld (Franconia, Bavaria) se află din secolul al XV-lea în mod neîntrerupt în proprietatea Casei de Schwarzenberg.
Linia principală a familiei s-a stins în 1979, iar drepturile acesteia au fost preluate de secundogenitură (Karel Schwarzenberg din secundogenitură a fost adoptat de principele Heinrich din primogenitură, așa încât cele două linii au fost reunificate în 1979, la moartea lui Joseph al III-lea zu Schwarzenberg, fiul natural al principelui Heinrich).

## Personalități
- Johann von Schwarzenberg (1463-1528), umanist și jurist german
- Adolf von Schwarzenberg (1551-1600), comandant în războaiele antiotomane
- Karl Philipp zu Schwarzenberg (1771-1820), feldmareșal, a avut trei fii:
  - Friedrich zu Schwarzenberg (1799-1870), a avut o carieră plină de aventuri ca soldat, descriindu-și campaniile în câteva lucrări interesante, dintre care cea mai cunoscută este Wanderungen eines Lanzknechtes (1844-1845). A luat parte ca ofițer austriac în campaniile din Galiția (1846), Italia (1848) și Ungaria (1848) și ca voluntar în cucerirea franceză a Algeriei, războaiele Carliste din Spania și războiul civil elvețian din Sonderbund. A devenit general-maior în armata austriacă în 1849 și a murit după mulți ani petrecuți în vacanțe în 1870.
  - Karl Borromäus zu Schwarzenberg (1802-1858), feldzeugmeister și guvernator al Marelui Principat al Transilvaniei între 1851-1858;
  - Edmund Leopold Frederic (1803-1873), feldmareșal, unul din comandanții armatei austriece în Bătălia de la Solferino (24 iunie 1859), în care s-au remarcat regimentele grănicerești transilvănene;
- Felix zu Schwarzenberg, prim ministru al Imperiului Austriac
- Friedrich zu Schwarzenberg (1809-1885), cardinal, figură proeminentă la Conciliul Vatican I, unul din liderii grupării antiinfailibiliste.
- Karel Schwarzenberg (n. 1937) a trăit în timpul perioadei comuniste din Cehoslovacia (1948-1989) în străinătate (cetățean elvețian) a sprijinit exilații politici cehoslovaci și a fost președinte al Comitetului de la Helsinki pentru Drepturile Omului în anii '80. S-a întors după Revoluția de catifea, a fost cancelar al președintelui Václav Havel în 1990-1992 și a fost ales membru al Senatului din Cehia în 2004. Între 2007-2009 a deținut funcția de ministru de externe al Republicii Cehe.